# Cesare Biseo
Cesare Biseo (Roma, 18 de abril de 1843 - Roma, 25 de janeiro de 1909) foi um pintor italiano conhecido principalmente por seus temas orientalistas.

## Biografia
Biseo nasceu em Roma, em uma família originária de Brescia. Ele estudou pintura e desenho com o pai. Ele trabalhou inicialmente em pinturas decorativas de casas. Biseo foi convidado pelo vice - rei do Egito a Alexandria, Egito, para decorar seu palácio. Esta viagem lhe deu temas para trabalhos futuros como pintor. Ele voltou ao mundo muçulmano em outras ocasiões, por exemplo, na empresa de Stefano Ussi e Edmondo De Amicis. Eles fizeram parte da primeira embaixada no Marrocos. Com De Amicis, Biseo publicou um livro sobre observações em Marrocos e Costantinople, editado pelos irmãos Treves de Milão. Na Mostra de Veneza de 1887, ele exibiu aquarelas intituladas: Ricordi de Cairo.
Ele também ilustrou uma edição de 1882 de Constantinopla, de Edmondo de Amicis. Alberto Brambilla, da Universidade Sorbonne, escreveu que esta edição "ajudará a moldar a imaginação européia em direção a Istambul e ao Oriente em geral".

## Trabalhos
Ilustrações 

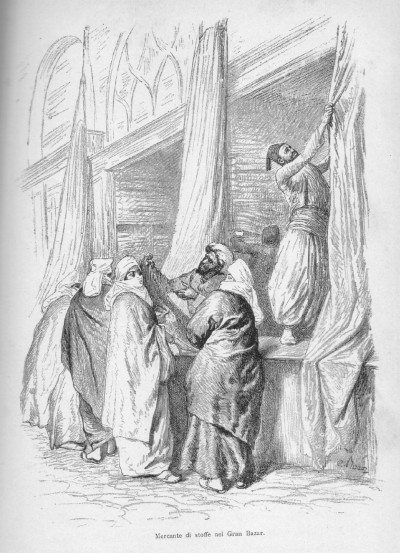
Dolap, desenhado por Biseo para o De Amicis' Constantinopla (1882 edição)
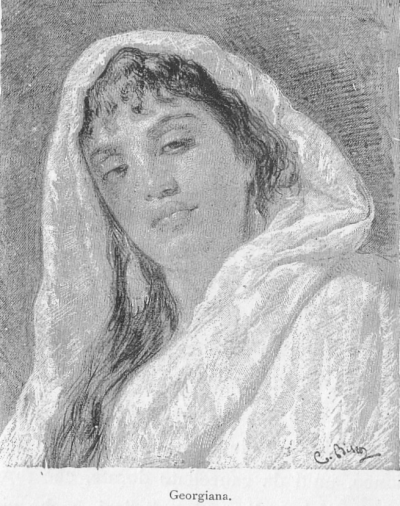
Georgiano Mulher, por Biseo de De Amicis' Constantinopla (1882 edition)

Lista selecionada de pinturas
- Motorista de camelo no deserto, 1870
- Oferecendo no Zakat, 1870
- Impressões do Cairo, 1870
- Rua em uma cidade árabe, 1870
- Favoritos no parque, 1870
- Dançarina Oriental, 1876 (óleo sobre painel, 35 x 25 cm)
- The Hookah Smoker, data desconhecida

Pinturas 

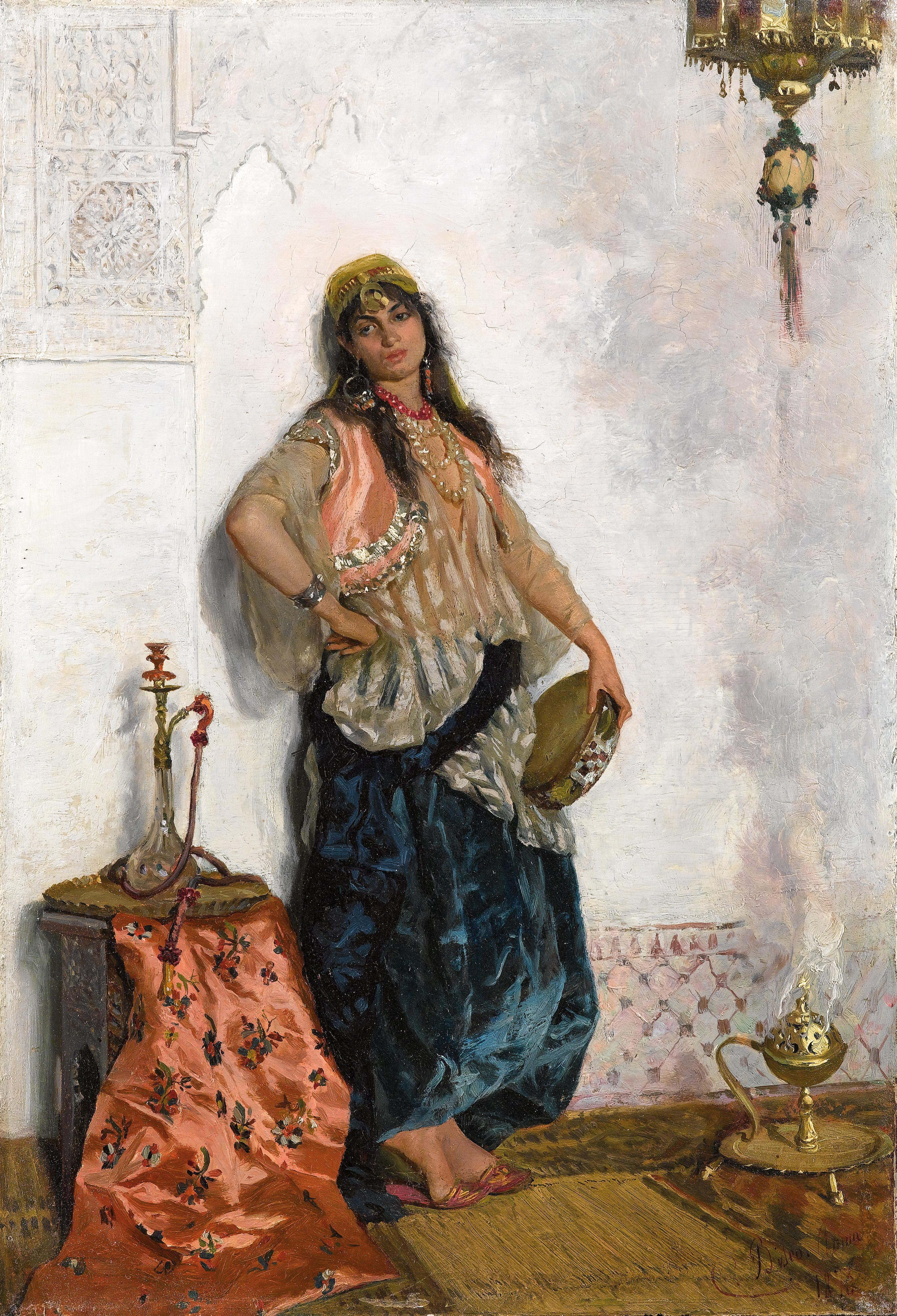
Dançarina Oriental, 1876
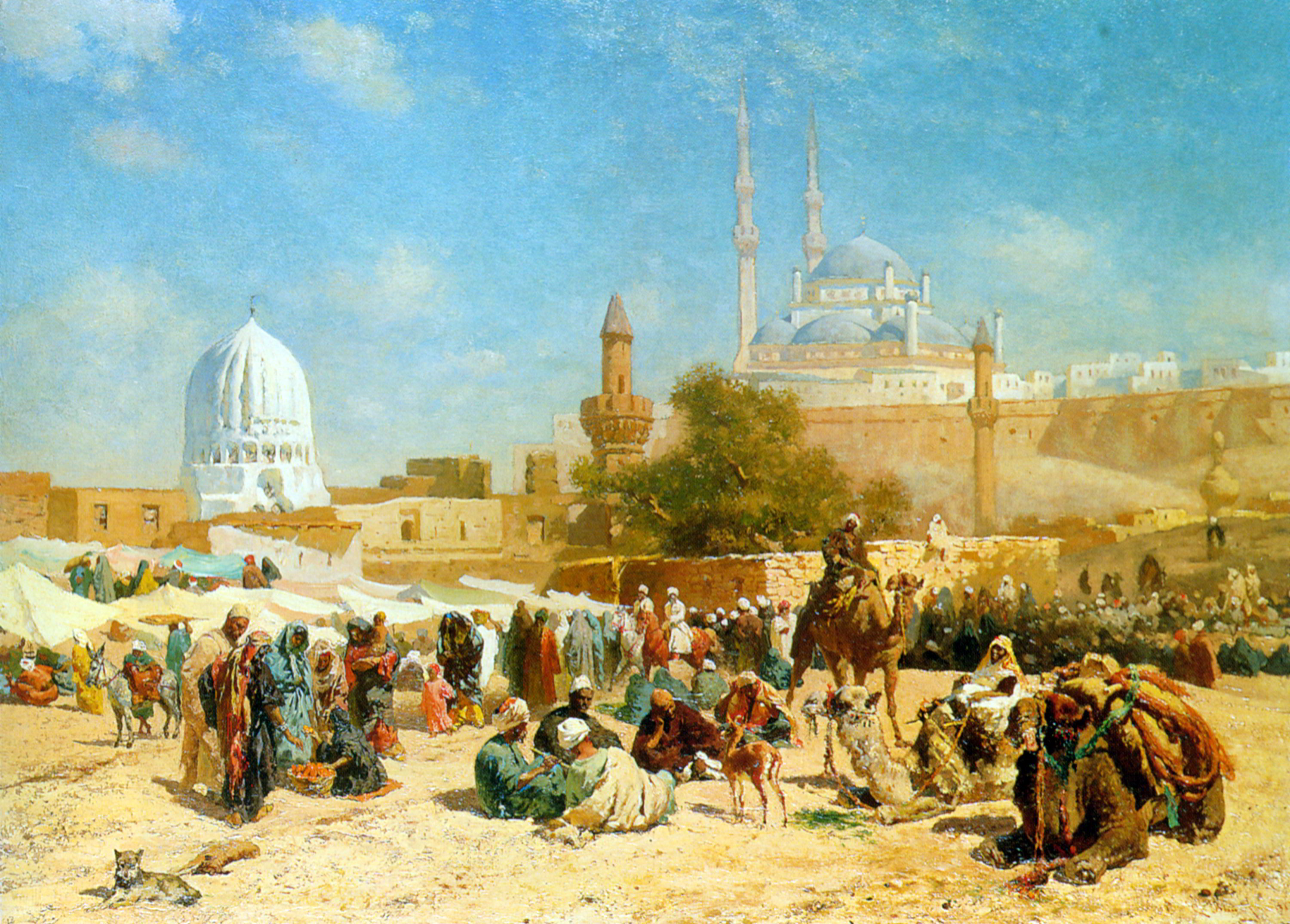
Fora do Cairo, c. 1870
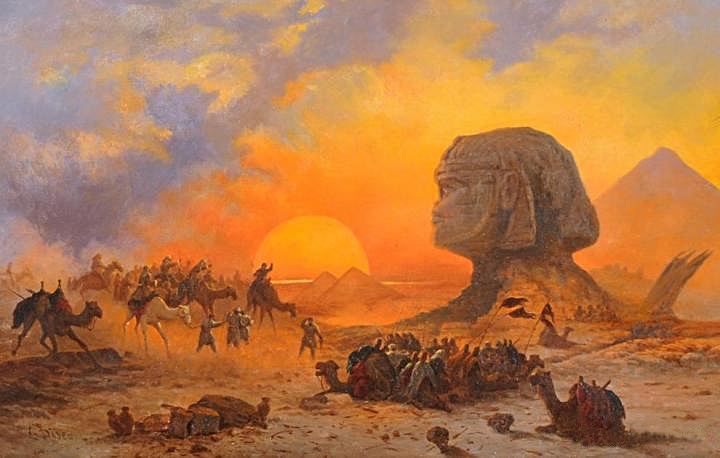
Uma caravana beduína aos pés da esfinge, data desconhecida
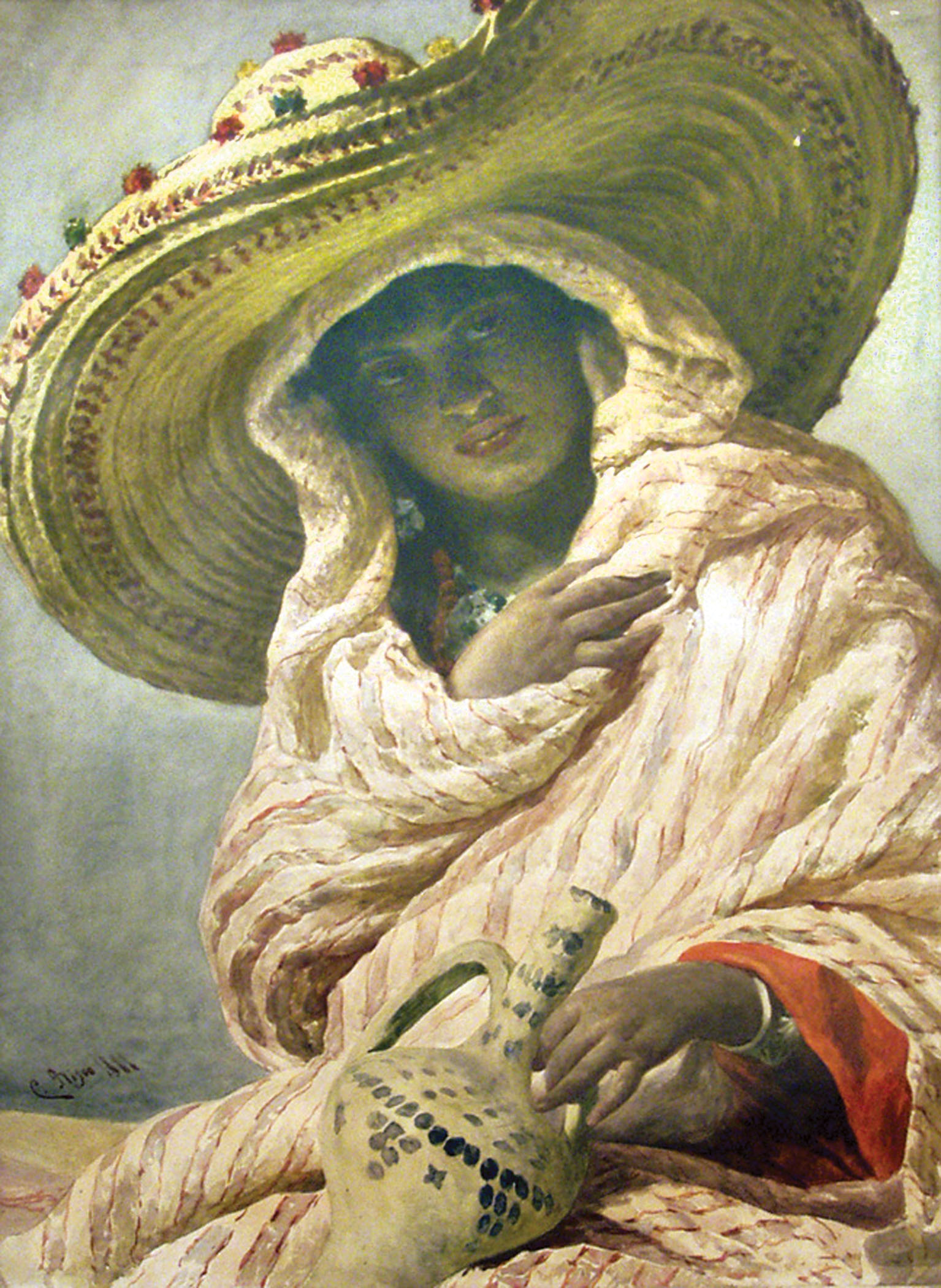
Una giovane marocchina (Uma jovem marroquina), 1881